# Tadeusz Zieliński (onkolog)
Tadeusz Zieliński (ur. 28 lipca 1918, zm. 11 sierpnia 1981) – polski onkolog, profesor Akademii Medycznej w Gdańsku.
Był jednym z inicjatorów powołania Kliniki Onkologii i Radioterapii Akademii Medycznej w Gdańsku. W latach 1955–1968 kierował oddziałem onkologii tej kliniki. W 1962 odbył staż w Instytucie Onkologicznym Villejuiff we Francji. Kierował Wojewódzką Przychodnią Onkologiczną w Gdańsku, był również konsultantem wojewódzkim w zakresie onkologii. Na Akademii Medycznej pełnił funkcje kierownika Kliniki Radioterapii przy Katedrze Radiologii i Radioterapii, kierownika Kliniki Radioterapii Instytutu Radiologii i Radioterapii, prodziekana (1959–1962) i dziekana (1962–1966) Wydziału Lekarskiego. W latach 1972–1975 był prorektorem uczelni. Wchodził w skład Rady Naukowej Instytutu Onkologii w Warszawie. Od 1972 przewodniczył gdańskiemu oddziałowi Polskiego Towarzystwa Lekarskiego.
Ogłosił ok. 70 prac naukowych, wypromował 9 doktorów nauk medycznych. Był odznaczony Złotym Krzyżem Zasługi (1959), odznaką honorową „Za wzorową pracę w służbie zdrowia” (1968), otrzymał również nagrodę ministra zdrowia I stopnia za osiągnięcia dydaktyczno-wychowawcze (1972/1973).
Pochowany na cmentarzu katolickim w Sopocie (kwatera E6-A-4).

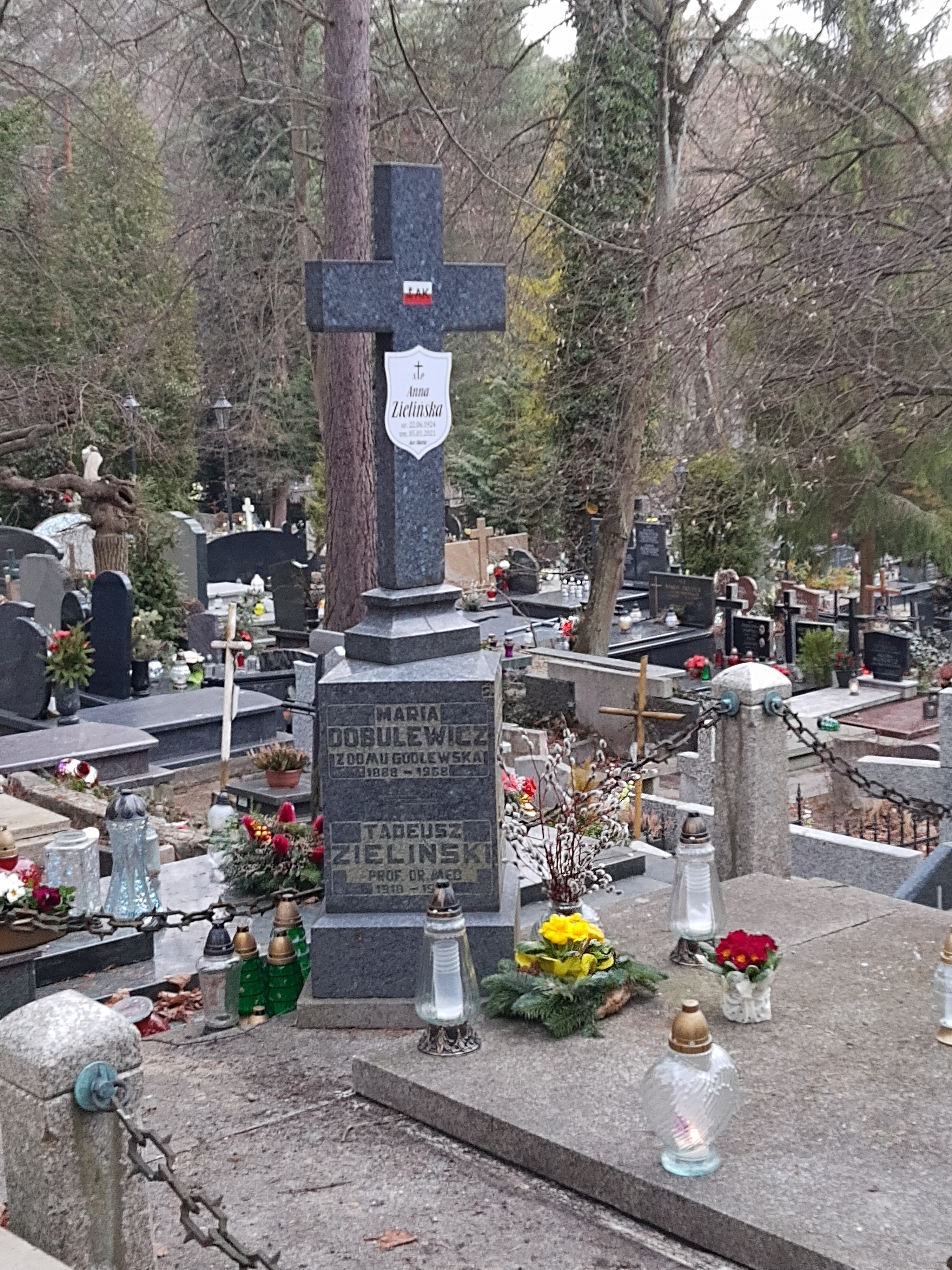
Grób prof. Tadeusza Zielińskiego na cmentarzu katolickim w Sopocie

W 2005 odsłonięto w Katedrze i Klinice Onkologii i Radioterapii Akademii Medycznej w Gdańsku tablicę pamiątkową, określając Tadeusza Zielińskiego mianem „twórcy gdańskiej onkologii”. Jego imię nadano także sali seminaryjnej kliniki.